# Goffredo Franchini
Goffredo Franchini (Genova, 22 gennaio 1909 – Mar Rosso, 8 luglio 1940) è stato un militare e aviatore italiano, decorato di medaglia d'oro al valor militare alla memoria nel corso della seconda guerra mondiale.

## Biografia
Nacque a Genova il 22 gennaio 1909.  All'età di 16 anni conseguì il diploma di capitano marittimo, si imbarcò come mozzo su piroscafi appartenenti alla Navigazione Generale Italiana passando poi su navi mercantili come marinaio. Nell’agosto 1929 venne chiamato a svolgere servizio militare di leva nella Regia Marina, destinato dapprima a La Spezia e classificato allievo timoniere, fu poi ammesso a frequentare, nel mese di dicembre, il 25º corso allievi ufficiali di complemento presso la Regia Accademia Navale  di Livorno. Ne uscì nel maggio 1930 con la nomina ad aspirante guardiamarina, divenendo guardiamarina effettivo nel novembre dello stesso anno. Dopo un periodo di imbarco su siluranti, nel giugno 1931 venne ammesso alla Scuola di osservazione aerea di Taranto uscendone sei mesi dopo con il brevetto di osservatore dall'aeroplano. Promosso sottotenente di vascello il 1º gennaio 1932, prestò successivamente servizio presso la 144ª Squadriglia idrovolanti a Livorno, e poi presso la 146ª Squadriglia a Terranova Pausania e presso altri aeroporti fino al 1937. Entrato per concorso in carriera presso il Ministero dell'Africa Italiana, fu destinato a prestare servizio in Africa Orientale Italiana con incarichi civili. Mentre ricopriva l'incarico di aiutante coloniale presso il Governatorato dell'Harrar, il 6 giugno 1940 fu richiamato in servizio attivo e destinato alla base aerea di Gura nei pressi di Massaua in forza alla 10ª Squadriglia, 28º Gruppo Autonomo Bombardamento Terrestre, equipaggiata con i bombardieri trimotore Savoia-Marchetti S.M.81 Pipistrello. Cadde in combattimento sul cielo del  Mar Rosso l'8 luglio successivo, quando il suo aereo venne colpito dal fuoco della contraerea ed abbattuto, ma riuscì a mettersi in salvo con il resto dell'equipaggio a bordo del piccolo battellino. Resosi conto che, a causa delle sue ferite, la sua presenza avrebbe pregiudicato certamente la salvezza dei suoi compagni, si lasciò di sua volontà abbandonare in mare, scomparendo tra i flutti. Per onorarne il coraggio gli fu assegnata la medaglia d'oro al valor militare alla memoria. Una via di Genova porta il suo nome.

### Fonti
1. 1 2 3 4  Combattenti Liberazione.
2. 1 2  Gruppo Medaglie d'Oro al Valor Militare 1965, p. 413.
3. 1 2 3 4  Ufficio Storico dell'Aeronautica Militare 1969, p. 178.
4. 1 2 3 4 5  Marina Difesa.
5. ↑   Medaglia d'oro al valor militare Franchini Goffredo, su quirinale.it, Quirinale. URL consultato l'11 luglio 2021.